# Кукурудзяні пластівці

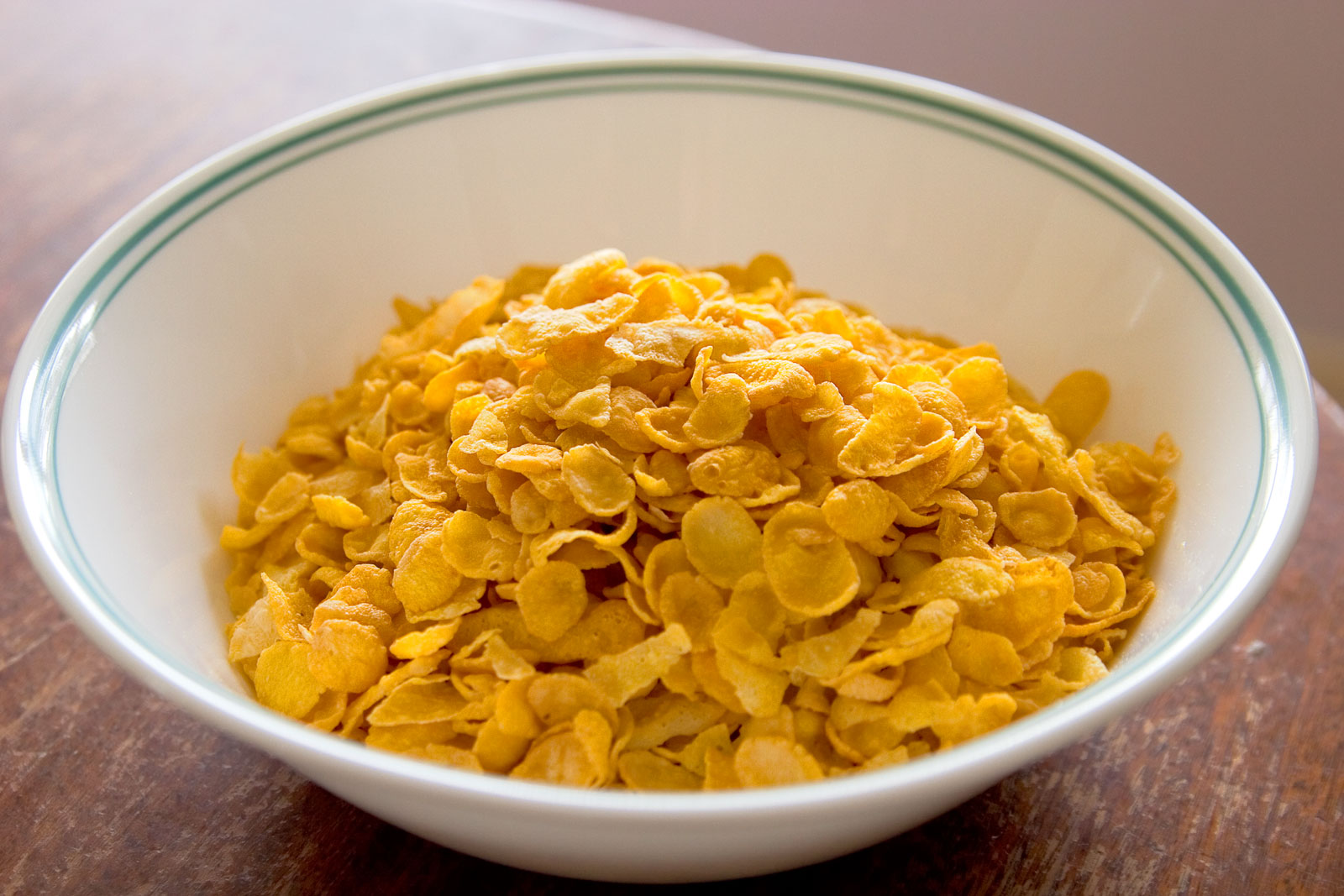
Миска з кукурудзяними пластівцями.

Кукурудзяні пластівці — харчовий продукт із зерен кукурудзи.
Подібні продукти (пластівці) виробляються також із зерен пшениці, рису, вівса та інших культур.

## Історія відкриття рецепта
Історія кукурудзяних пластівців бере початок в XIX столітті. Власники санаторію «Батл-Крик» в штаті Мічиган, доктор Келлог і його брат Вілл Кіт Келлог, готували якусь страву з кукурудзяного борошна, але їм терміново знадобилося відлучитися у невідкладних справах пансіону. Коли ж вони повернулися, то виявили, що кукурудзяне борошно, яка перебувало на суворому обліку, трохи зіпсувалося. Але вони все одно вирішили приготувати з борошна тісто, проте тісто згорнулося, і вийшли пластівці і грудки. Брати від відчаю засмажили ці пластівці, і виявилося, що деякі з них стали повітряними, а деякі набули приємну хрустку консистенцію.
Згодом ці пластівці були запропоновані пацієнтам доктора Келлога як нова страва, що подавалася до столу з молоком і зефіром, вони були дуже популярні. Додавши в пластівці цукор, Вілл Кіт Келлог зробив їх смак більш прийнятним для широкої аудиторії. Так в 1894 році оригінальні кукурудзяні пластівці були запатентовані американським лікарем Джоном Харві Келлогом. В 1906 році Келлоги почали масове виробництво нового типу їжі і заснували власну компанію. Компанія (Kellogg's) досі є лідером з їх виробництва.

## Технологія приготування
Технологія виготовлення включає процеси видалення з зерен оболонок, відділення зародків, отримання крупи, з подальшим її варінням в цукрово-сольовому сиропі, потім плющення в тонкі пелюстки і їх обсмажування в печах при температурі 140 °C до хрусткого стану.
Згодом пластівці можуть бути покриті глазур'ю; в тому числі і з наповнювачем: горіхами, цукатами, кондитерською крихтою тощо.
В Україні виробництво кукурудзяних пластівців, а також паличок, почалося на Дніпропетровському комбінаті харчових концентратів за технологією і на обладнанні, розроблених і запатентованих В. Я. Крикуновим.

## Вживання
Пластівці годяться до вживання як самостійний продукт. Як правило, кукурудзяні пластівці, як і мюслі, їдять, попередньо заливаючи їх холодним молоком.
У даний час кукурудзяні пластівці — інтернаціональний продукт. Одне з улюблених дітьми ласощів.

## Галерея

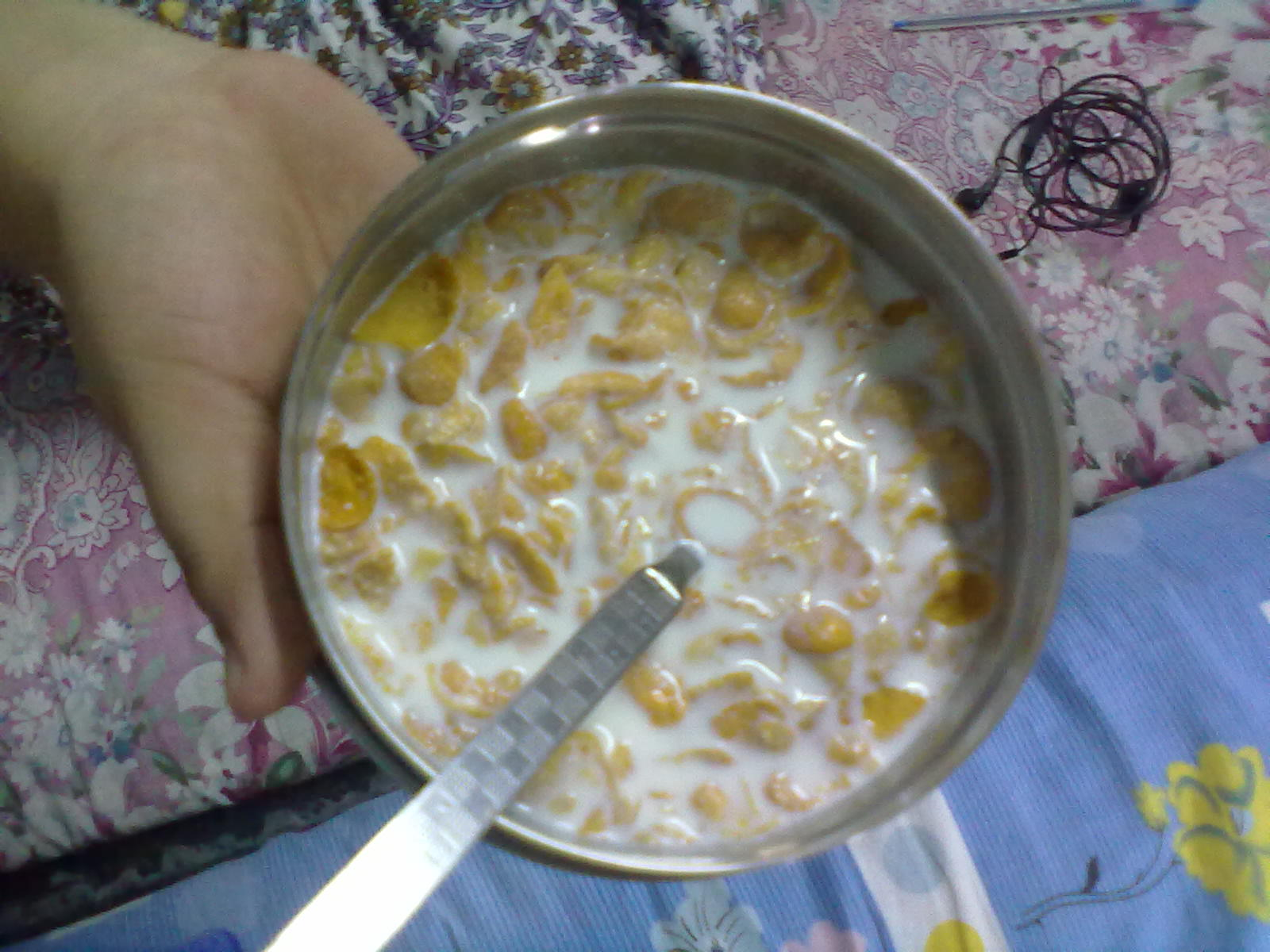
Кукурудзяні палички з молоком
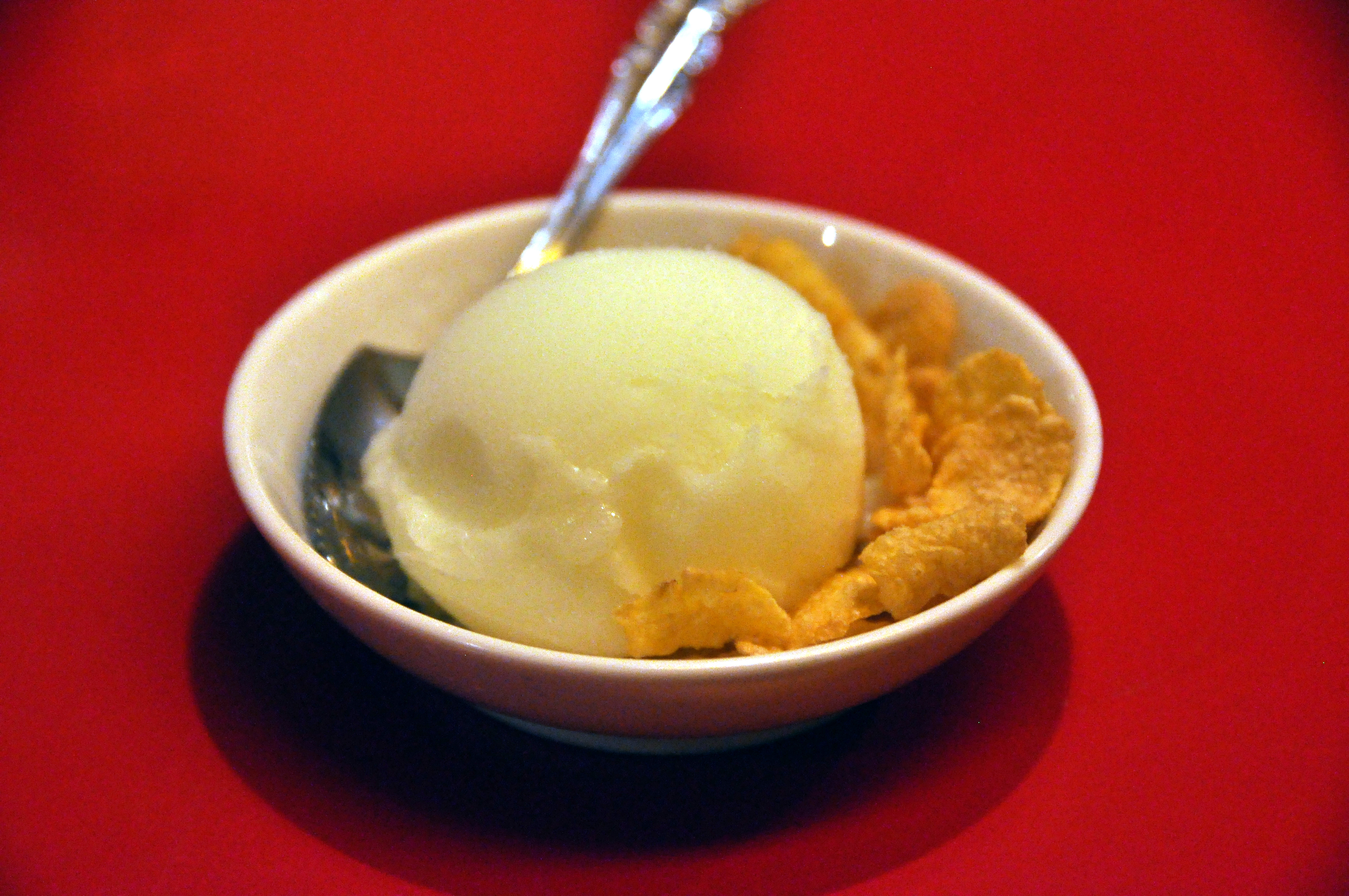
Лаймовий сорбет з кукурудзяними пластівцями
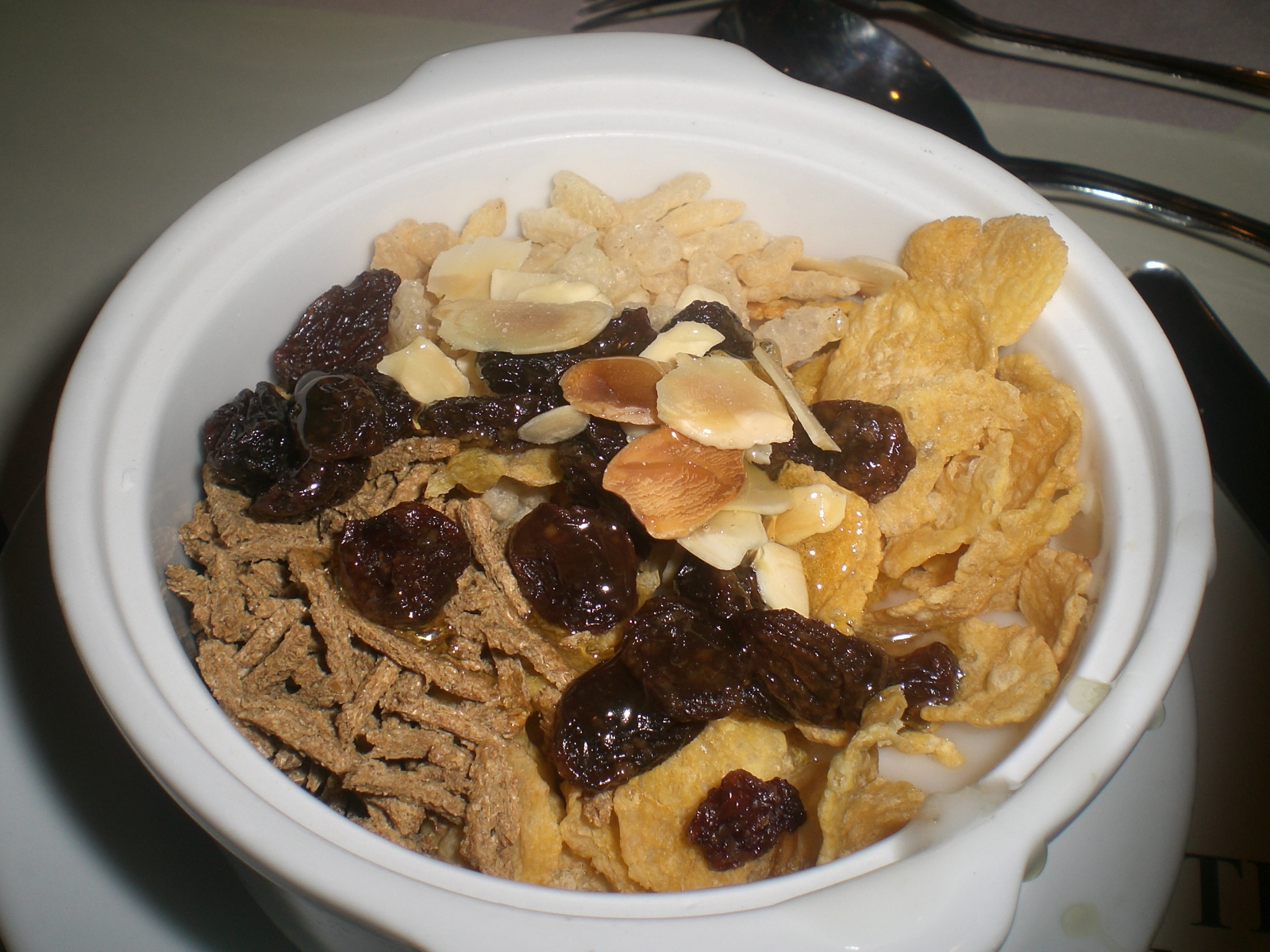
Кукурудзяні пластівці із сухофруктами
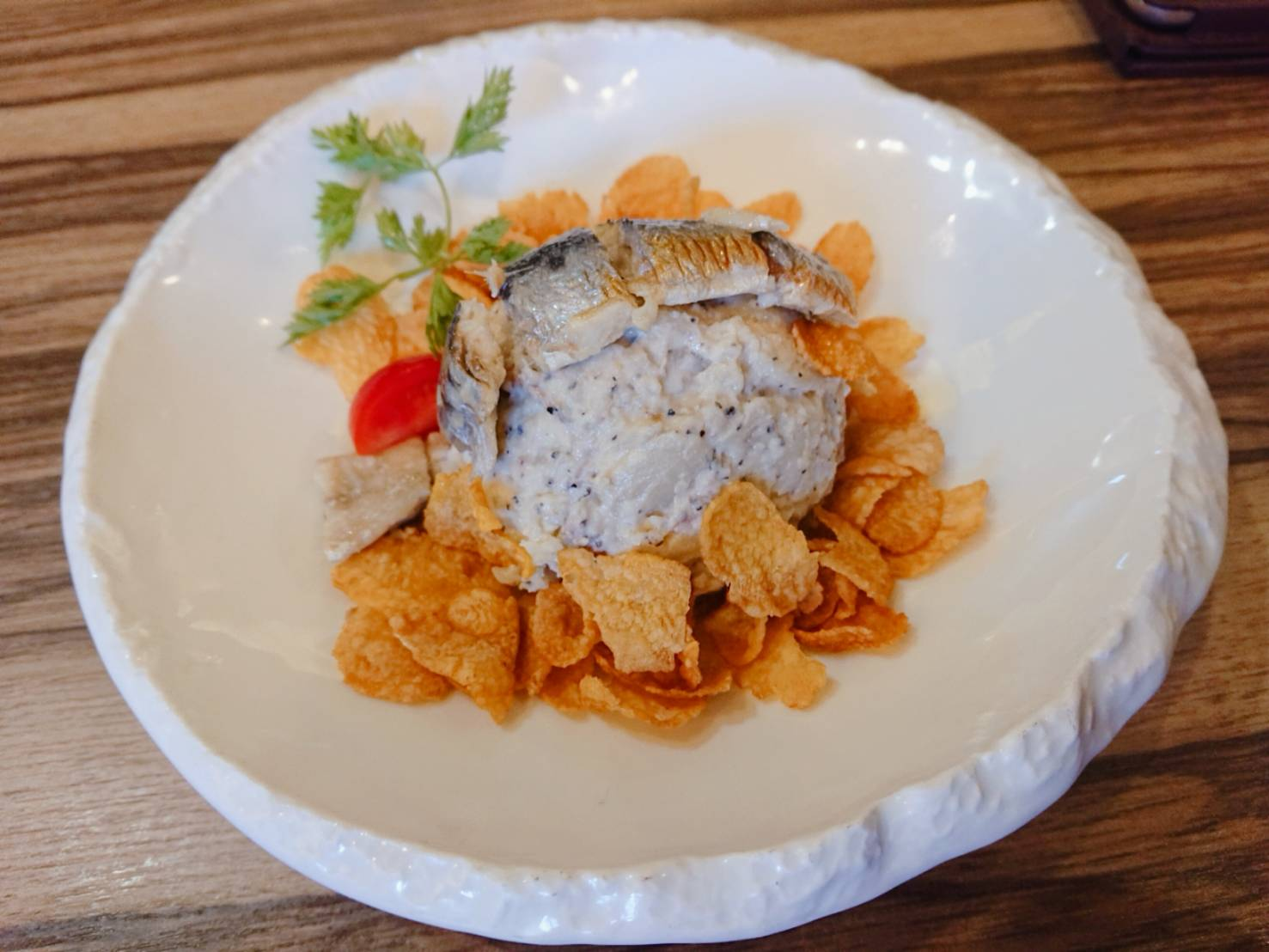
Японський салат з кукурудзяними пластівцями
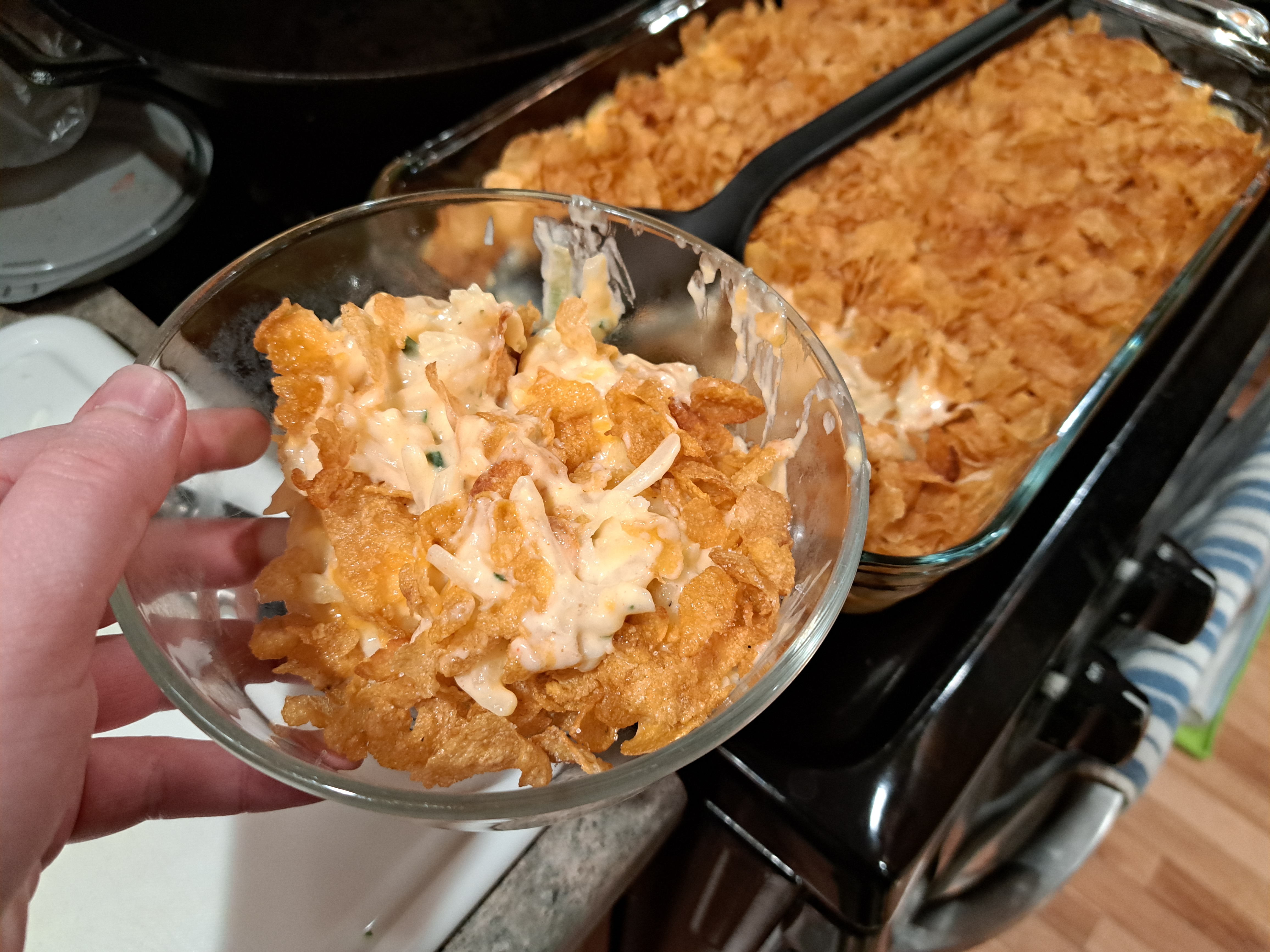
Похоронна картопля